# Marion Walsmann

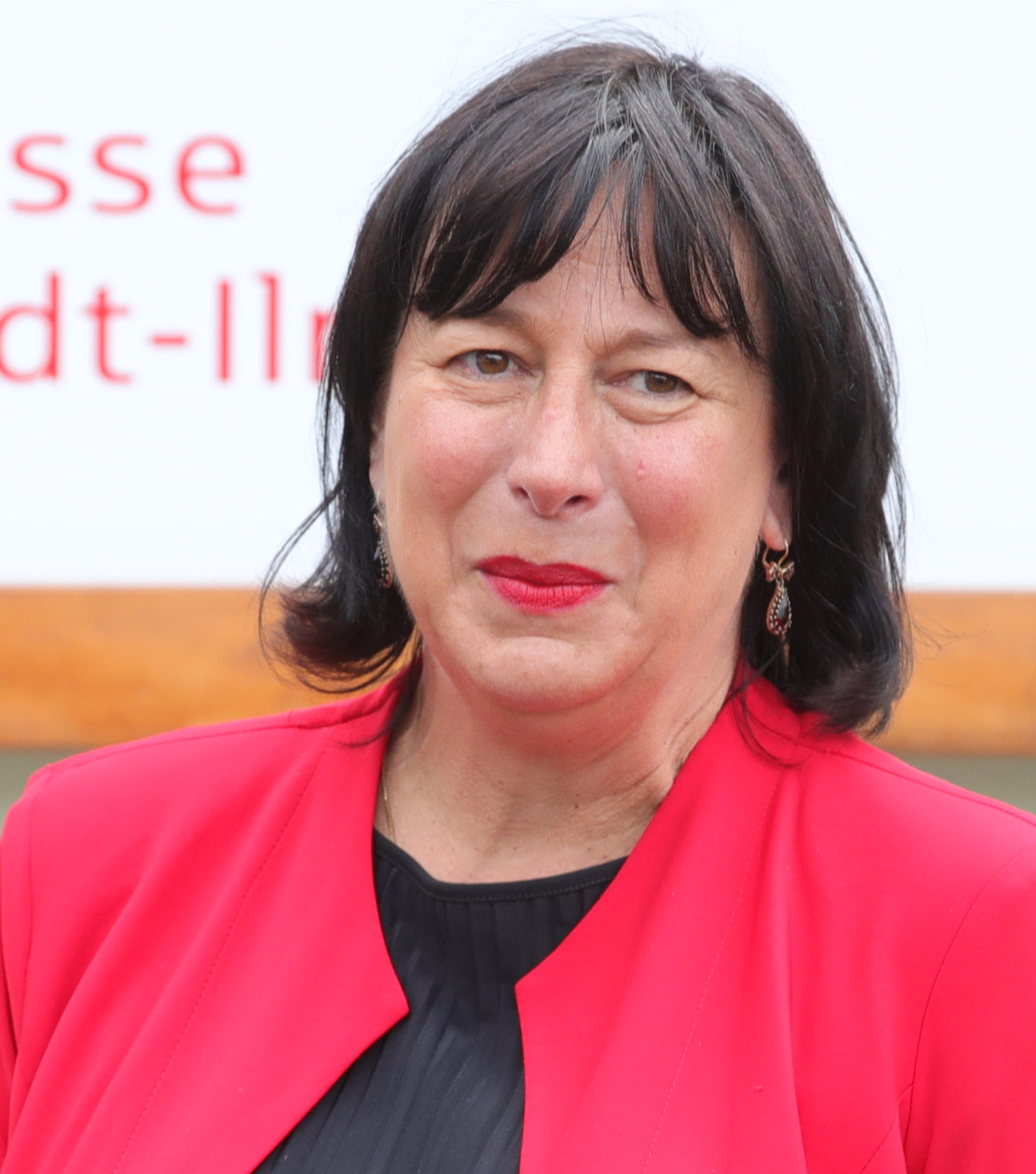
Marion Walsmann (2022)

Marion Walsmann (nascida Schau, nascida em 17 de março de 1963) é uma política alemã da União Democrata-Cristã (CDU) que atua como membro do Parlamento Europeu desde 2019.

## Carreira política

### Membro do Parlamento Europeu, 2019 - presente
Walsmann é membro do Parlamento Europeu desde as eleições europeias de 2019, o que a torna na única representante da Turíngia. Desde então, ela tem servido na Comissão de Assuntos Jurídicos.
Para além das suas atribuições nas comissões, Walsmann faz parte da delegação do Parlamento à Comissão Parlamentar Mista UE-Macedónia do Norte e ao Intergrupo do Parlamento Europeu para a Deficiência.